# Ian Shapiro
Pour les articles homonymes, voir Shapiro.
Ian Shapiro (né en 1956) est un professeur Sterling (en) de sciences politiques de l'université Yale ainsi que directeur du MacMillan Center (en). Il est connu pour ses travaux en matière de démocratie, ainsi que pour ses approches non conventionnelles en matière de méthode scientifique.
Il est élu à l'Académie américaine des arts et des sciences en 2000, à la Société américaine de philosophie en 2008 et au Council on Foreign Relations en 2009. Il a également été membre de la Carnegie Corporation, de la Fondation John-Simon-Guggenheim et du Center for Advanced Study in the Behavioral Sciences.

## Biographie
Ian Shapiro naît à Johannesbourg, en Afrique du Sud le 29 septembre 1956. Il fréquente l'école St. Stithians de 1963 à 1968, l'école St. Albans de Pretoria en 1969 et l'école Woodmead de Rivonia de 1970 à 1972.
À l'âge de seize ans, il quitte l'Afrique du Sud pour le Royaume-Uni, où il complète ses niveaux « O » et « A » à l'Abbotsholme School du Derbyshire (1972–75). Il fréquente par la suite l'université de Bristol et obtient un B.Sc. en 1978. Il quitte alors pour les États-Unis et s'inscrit au doctorat en sciences politiques à l'université Yale. Shapiro a pour professeur Robert Alan Dahl et ses travaux sont également influencés par Douglas Rae et Michael Walzer. Il obtient une maîtrise en 1980 et un Ph.D. en 1983. Sa thèse, intitulée The Evolution of Rights in Liberal Political Thought: A Realist Account, lui vaut le prix Leo Strauss, remis par l'American Political Science Association en 1985.
Engagé comme professeur assistant à Yale, Shapiro devient titulaire en 1992. Il devient professeur William R. Kenan, Jr. (en) en 2000, puis professeur Sterling (en) de sciences politiques en 2005.

## Publications
- (en) Ian Shapiro, The Evolution of Rights in Liberal Theory, Cambridge/London/New York, Cambridge University Press, 1986, 326 p. (ISBN 0-521-32043-7)
- (en) Ian Shapiro, Political Criticism, Berkeley, University of California Press, 1990, 338 p. (ISBN 0-520-06672-3, lire en ligne)
- (en) Ian Shapiro et Donald Green (en), Pathologies of Rational Choice Theory, Yale University Press, 1996 (ISBN 0-300-06636-8)
- (en) Ian Shapiro, Democracy's Place, Ithaca (N.Y.)/London, Cornell University Press, 1996, 269 p. (ISBN 0-8014-3309-6)
- (en) Ian Shapiro, Democratic Justice, New Haven, Conn., Yale University Press, 1999, 333 p. (ISBN 0-300-07825-0)
- (en) Ian Shapiro, The Moral Foundations of Politics, New Haven/London, Yale University Press, 2003, 289 p. (ISBN 0-300-07907-9)
- (en) Ian Shapiro, The State of Democratic Theory, Princeton University Press, 2005 (ISBN 0-691-12396-9)
- (en) Ian Shapiro, The Flight From Reality in the Human Sciences, Princeton (N. J.), Princeton University Press, 2005, 223 p. (ISBN 0-691-12057-9)
- (en) Ian Shapiro et Michael J. Graetz, Death By a Thousand Cuts : The Fight Over Taxing Inherited Wealth, Princeton University Press, 2006 (ISBN 0-691-12789-1)
- (en) Ian Shapiro, Containment : rebuilding a strategy against global terror, Princeton, Princeton University Press, 2007, 192 p. (ISBN 978-0-691-12928-0 et 0-691-12928-2, lire en ligne)
- (en) Ian Shapiro, The Real World of Democratic Theory, Princeton University Press, 2010 (ISBN 978-0-691-09001-6 et 0-691-09001-7)